# Malgrat de Noves
Malgrat de Noves fue una localidad española, hoy día despoblada y en ruinas, del municipio leridano de Valls d'Aguilar, en la comunidad autónoma de Cataluña.

## Historia
A mediados del siglo XIX, la localidad dependía del ayuntamiento de Noves. Aparece descrita en el undécimo volumen del Diccionario geográfico-estadístico-histórico de España y sus posesiones de Ultramar de Pascual Madoz de la siguiente manera:

MALGRAT DE NOVES: ald. dependiente del ayunt. y parr. de Noves (1 leg.), en la prov. de Lérida (19) y part. jud. y dioc. de Seo de Urgel (3): sit. al pie meridional de la sierra de San Quiri. clima regular y vientos del E. Hay 5 casas, una igl. aneja de Noves, y cementerio dentro del pueblo. El térm. es el mismo que el de la matriz, y en él hay 
diferentes fuentes de buen agua. El terreno es de mala calidad, y le baña el riach. de Noves: los caminos dirijen á Taus y dicho Noves en mal estado: la correspondencia se recibe de la adm. de Seo de Urgel por medio de espreso. prod.: trigo, patatas y muy pocas legumbres; cria ganado cabrío, vacuno poco y de cerda; caza de conejos, perdices y liebres, y pesca de muy esquisitas truchas. pobl. y contr. con el ayuntamiento.
(Madoz, 1848, p. 112)

Hoy día despoblado, el lugar se encuentra en el municipio de Valls d'Aguilar.